# 車両制限令
車両制限令（しゃりょうせいげんれい、昭和36年7月17日政令第265号）とは、道路法第47条第1項に基づき、道路の構造を保全し、または交通の危険を防止するため、通行できる車両の制限を定めた政令である。
通行できる車両の幅、総重量、軸重、隣接軸重、輪荷重、高さ、長さ及び最小回転半径等の制限を定める。

## 車両制限

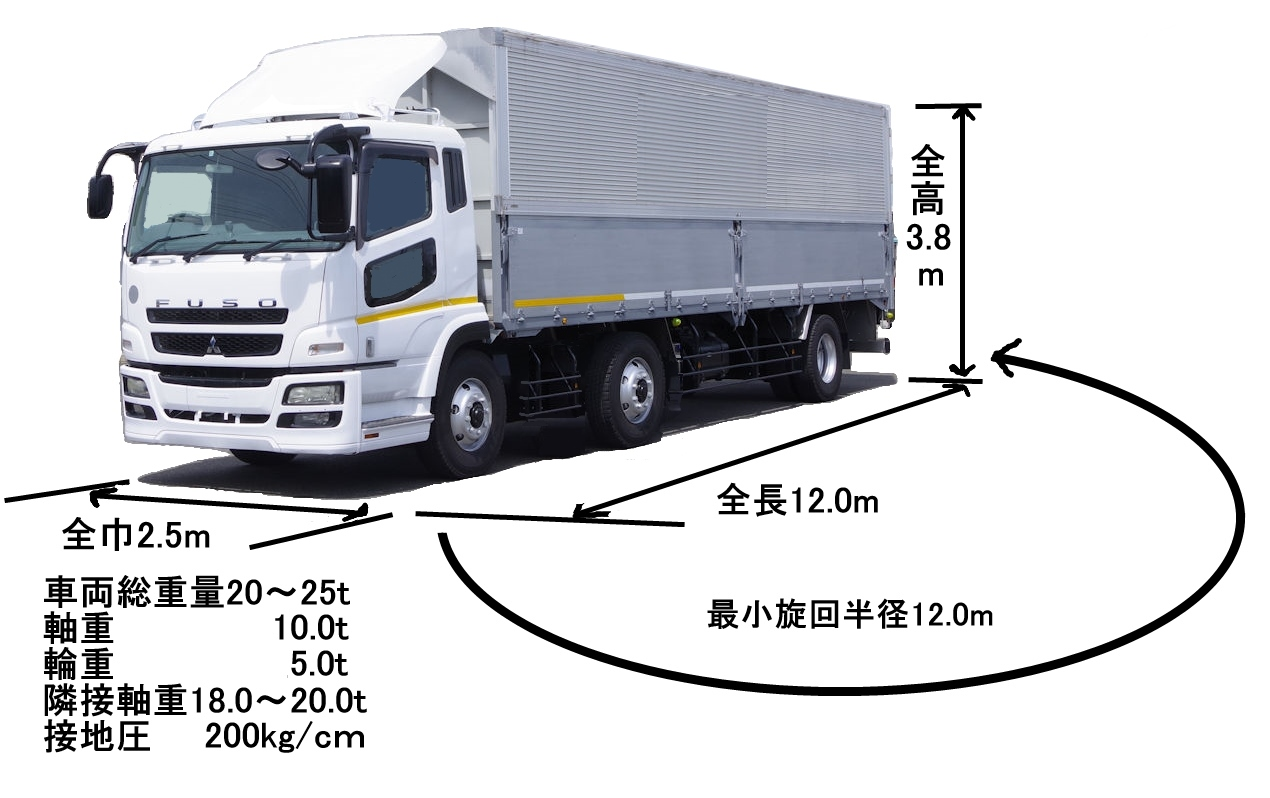
車両制限令一般的制限値

第三条　法第四十七条第一項の車両の幅、重量、高さ、長さ及び最小回転半径の最高限度は、次のとおりとする。
一　幅　二・五メートル
二　重量　次に掲げる値
イ　総重量　高速自動車国道又は道路管理者が道路の構造の保全及び交通の危険の防止上支障がないと認めて指定した道路を通行する車両にあつては二十五トン以下で車両の長さ及び軸距に応じて当該車両の通行により道路に生ずる応力を勘案して国土交通省令で定める値、その他の道路を通行する車両にあつては二十トン
ロ　軸重　十トン
ハ　隣り合う車軸に係る軸重の合計　隣り合う車軸に係る軸距が一・八メートル未満である場合にあつては十八トン（隣り合う車軸に係る軸距が一・三メートル以上であり、かつ、当該隣り合う車軸に係る軸重がいずれも九・五トン以下である場合にあつては、十九トン）、一・八メートル以上である場合にあつては二十トン
ニ　輪荷重　五トン
三　高さ　道路管理者が道路の構造の保全及び交通の危険の防止上支障がないと認めて指定した道路を通行する車両にあつては四・一メートル、その他の道路を通行する車両にあつては三・八メートル
四　長さ　十二メートル
五　最小回転半径　車両の最外側のわだちについて十二メートル

この制限を超える車両は道路法第47条第2項により、原則として道路の通行が禁止されている。制限を超える車両を通行させる場合、車両制限令第3条の制限を超えるものは、道路法第47条の2第1項の特殊車両通行許可を、車両制限令第3条の制限を超えないもので、車両制限令第5条から第7条までの制限を超えるものは、車両制限令第12条の特殊車両通行認定を受ければ、通行することができる。いずれの場合も、徐行等の条件が付される場合がある。
また、ここでいう道路とは、道路法上の道路をいい、臨港道路、農道、林道、私道などには、道路法および車両制限令は適用されない。

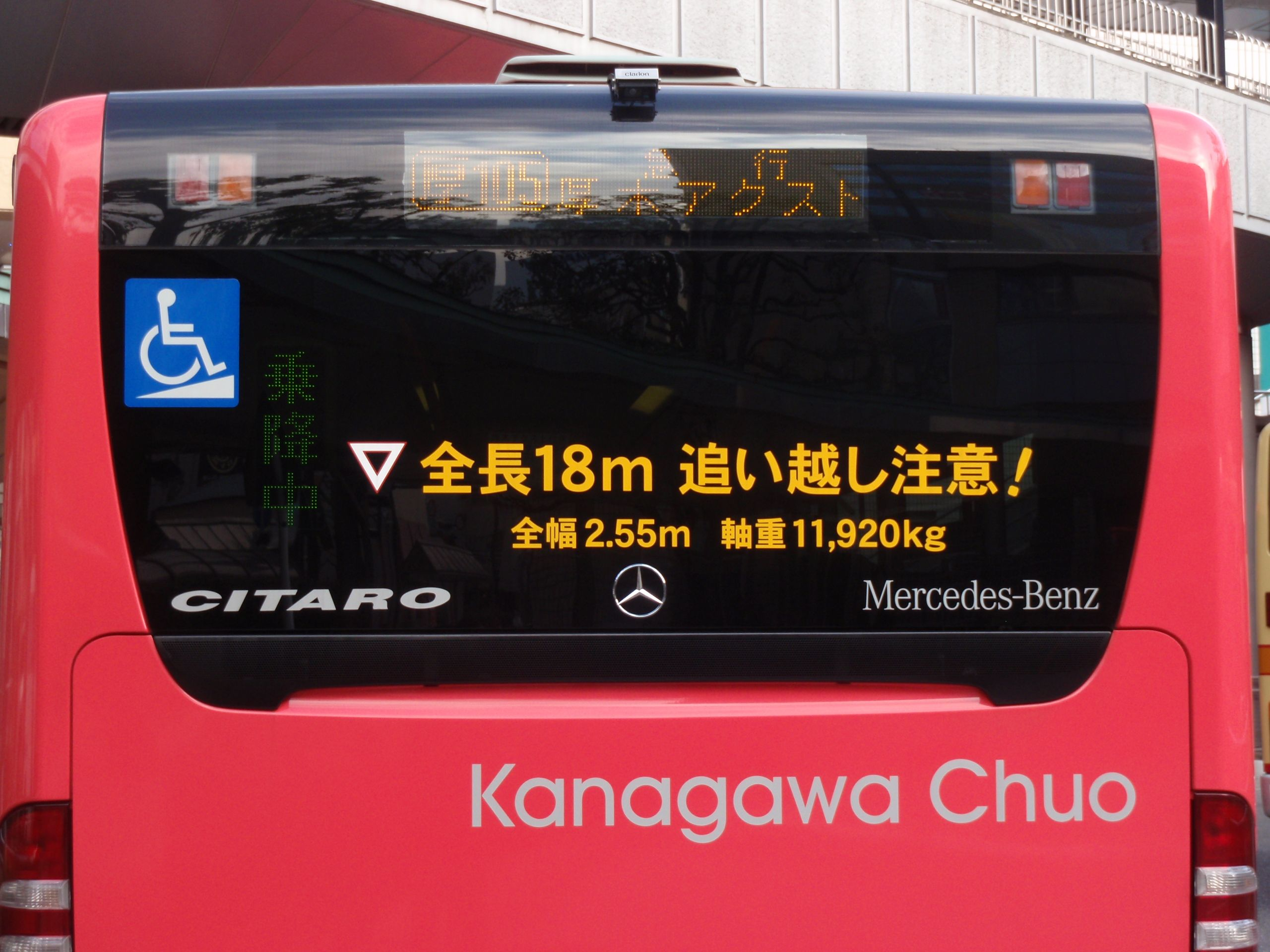
車両制限令を超過するため特殊車両通行許可を受けた車両において、制限緩和事項（長さ・幅・軸重）が車体に表記されている例
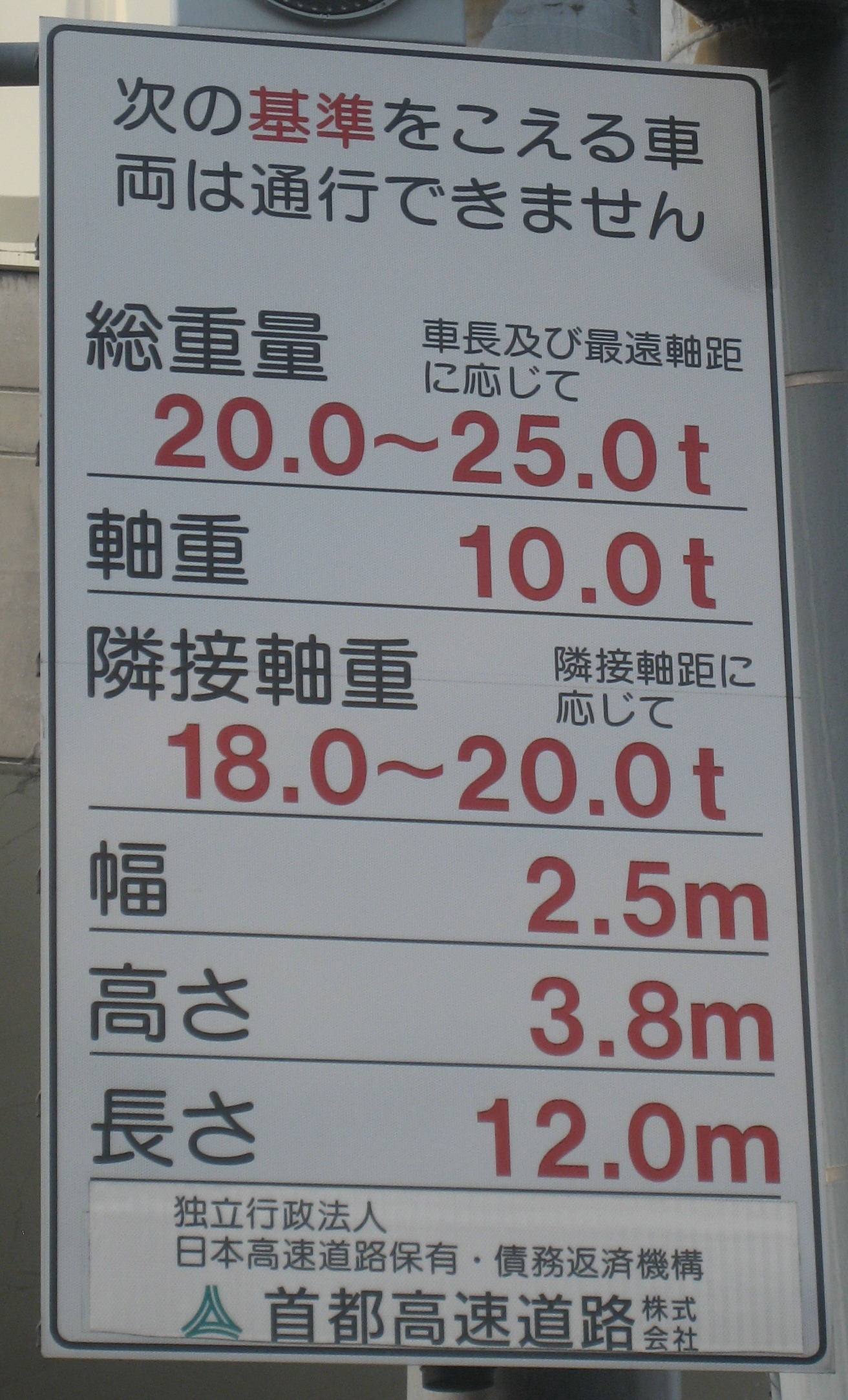
首都高速道路の入口に設置されている。車両制限令の表示板

### 車両の幅制限
車両制限令では、道路を通行する車両の幅員（貨物を積載した上での実際の幅員）を制限している。
なお、車道や路肩の定義は道路構造令に基づくものである。通例、道路構造令の路肩は区画線である車道外側線（車両通行帯最外側線を含む）により区画され、車道と路肩は構造上明確に区分される。またこの制限は一般道路を前提としており、高速道路等には適用されない（別の道路構造令上の基準による）。

#### 一般
本件制限における「車道の幅員」は次の表の定義により、車両制限令による車両の幅の制限は次の表により規制される。
※なお、「特例」（市街地区域内の駅前、繁華街等にある歩行者の多い道路のうち道路管理者が指定した道路であって、歩道または自転車歩行者道（自転車道を含む）のいずれも無い道路の区間を、道路管理者が指定した時間内に通行する車両）については後述。
| 歩道・自転車道・自転車歩行者道のいずれか | トンネル、橋または高架の道路 | 路肩の状況               | 「車道の幅員」                                   |
| ---------------------------------------- | ---------------------------- | ------------------------ | ------------------------------------------------ |
| 有り                                     | N/A                          | N/A                      | 歩道・自転車道・自転車歩行者道を除いた部分の幅員 |
| 無し                                     | ではない                     | 不明確または幅員1m未満   | 道路の幅員から1m減じた幅員                       |
| 無し                                     | である                       | 不明確または幅員0.5m未満 | 道路の幅員から0.5m減じた幅員                     |
| 無し                                     | N/A                          | 上2者以外                | 車道（路肩部分を除いた部分）の幅員               |

|              |                                                                                      | | 車両の幅の制限                                         |
| ------------ | ------------------------------------------------------------------------------------ | --- | ------------------------------------------------------ |
| 市街化区域内 | 道路管理者が自動車の交通量がきわめて少ないと認めて指定した道路、または一方通行の道路 | 道路管理者が自動車の交通量がきわめて少ないと認めて指定した道路、または一方通行の道路                                                                                 | 「車道の幅員」から0.5m減じた幅員以下であること         |
| 市街化区域内 | 上記以外                                                                             | 上記以外 | 「車道の幅員」から0.5m減じた幅員の2分の1以下であること |
| 市街化区域外 | 道路管理者が自動車の交通量がきわめて少ないと認めて指定した道路                       | N/A | 制限なし                                               |
| 市街化区域外 | 上記以外                                                                             | 一方通行の道路、または道路におおむね300m以内の区間ごとに待避所があるもの（道路管理者が交通量が多いため待避所のみでは車両のすれ違いに支障があると指定した道路を除く） | 「車道の幅員」から0.5m減じた幅員以下であること         |
| 市街化区域外 | 上記以外                                                                             | 上記以外（道路管理者が交通量が多いため待避所のみでは車両のすれ違いに支障があると指定した道路を含む）                                                                 | 「車道の幅員」の2分の1以下であること                   |

#### 特例
市街地区域内の駅前、繁華街等にある歩行者の多い道路のうち道路管理者が指定した道路であって、歩道または自転車歩行者道（自転車道を含む）のいずれも無い道路の区間を、道路管理者が指定した時間内に通行する車両については、車両制限令による車両の幅の制限は次の表により規制される。（「車道の幅員」は前掲の表の定義による）
|              |                                                                                      |                                                                                      | 車両の幅の制限                                         |
| ------------ | ------------------------------------------------------------------------------------ | ------------------------------------------------------------------------------------ | ------------------------------------------------------ |
| 市街化区域内 | 道路管理者が自動車の交通量がきわめて少ないと認めて指定した道路、または一方通行の道路 | 道路管理者が自動車の交通量がきわめて少ないと認めて指定した道路、または一方通行の道路 | 「車道の幅員」から1m減じた幅員以下であること           |
| 市街化区域内 | 上記以外                                                                             | 上記以外                                                                             | 「車道の幅員」から1.5m減じた幅員の2分の1以下であること |

1972年8月に発生した戦車闘争(村雨橋事件)を契機として、第14条にて非常時の自衛隊車両並びに日米安保条約による米軍車両に適用しない旨が規定された。